# Вьет, Мишель
Мишель Вьет (англ. Michelle Vieth Paetau; род. 11 ноября 1979, Маршалтаун, Айова, США) — мексиканская актриса

 и телеведущая американского происхождения.

## Биография
Родилась 19 ноября 1979 года в Маршалтауне, американском штате Айова. Семья у её родителей была большой — одна дочь и четверо сыновей — Альберто, Аксель, Армандо и Хавьер, однако ни один из братьев не пошёл по стопам своей единственной сестры — все четыре брата актрисы пошли работать по различным отраслям знаний. С детства обожала смотреть мексиканские сериалы и заявила родителям и четверым младшим братьям, что хочет сниматься в мексиканских сериалах и уговорила родителей и младших братьев переехать в Мехико. В Мехико ей несказанно повезло, так как её приглашает продюсер Хосе Альберто Кастро и даёт ей крохотную эпизодическую роль в сериале Акапулько: Тело и душа, она с ролью справилась блестяще и покорила сердца не только мексиканских кинематографистов, ну а также актёров. Мексиканский продюсер белорусского происхождения Валентин Пимштейн назвал её американкой, которая своей игрой взорвала всю мексиканскую киноиндустрию и подняла её на вершину Олимпа. Каждый раз, когда она играет новые роли, публика к ней относится с восторгом, т.к играет она всё лучше и лучше. В сентябре 2003 года она приняла участие в реалити-шоу Большой брат, но быстро проиграла и вылетела из шоу.

### Личная жизнь
Мишель Вьет была замужем за Эктором Собероном с 2001 по 2004 год, но позже брак был расторгнут. С 2004 по 2010 год она была помолвлена, но так и не вышла замуж за Леандро Ампудиа, от которого у неё родились сын Леандро (2005 г.р.) и дочь Мишель (2007 г.р.). С 2011 года она состоит в отношениях с Кристианом Апарисио, у них есть сын Кристиан Апарисио-младший (2014 г.р.) и дочь Селика (2016 г.р.).

## Фильмография

### Мексика

#### Сериалы

##### Свыше 2-х сезонов
- 1985—2007 — Женщина, случаи из реальной жизни (всего 20 сезонов); (1 сезон, 2003).
- 1995—2007 — Другая роль

##### Televisa
- 1997-98 — Шалунья — Хулия (главная роль).
- 1998-99 — Мечтательницы — Лусия де ла Масорра.
- 1999—2000 — Обманутые женщины — Паола Монтеро.
- 2001 — Подруги и соперницы — Лаура Гонсалес.
- 2002-03 — Класс 406 — Надия Кастильо Бохоркес.
- 2005-07 — Мачеха — Вивиан Саусса.
- 2006-07 — Жестокий мир — Карен Фариас Ривас дель Кастильо.
- 2007-08 — К чёрту красавчиков — Пилар.
- 2008 — Завтра-это навсегда — Ирене Елисальде Ривера.
- 2008-09 — Осторожно с ангелом — Ана Хулия.

##### TV Azteca
- 2012 — Другая сторона души — Даниэла де ла Вега.

### Совместных производителей

#### Telemundo
- 2008 — Предательство (США-Колумбия) — Мишель Филипс.

## Театральные работы
- неизвестно — Las Arpias (не переводится).
- 1998 — Эти сумасшедшие не остались
- 1998 — Мой драгоценный озорник
- 2003 — Большой клубок

## Телевидение

### Телеведущая
- 1998 — Фестиваль Акапулько
- 2004 — Ведущая Универсиады в Америке.
- 2006 — Выбросы телетона

### Реалити-шоу
- 2003 — Большой брат

## Награды и премии

### TVyNovelas
- 1998 — Лучшее женское откровение — Шалунья — проигрыш.
- 1999 — Лучшая дебютантка года — Шалунья — ПОБЕДА.
- 2000 — Лучшая женская роль — Обманутые женщины — проигрыш.

### Premios Bravo
- 2004 — Лучшая актриса телесериалов.